# Lolland - Falster - Møn
|  | Denne artikel er oprettet af botten Steenthbot ud fra en ekstern database. Den kan derfor have sproglige fejl eller mangler. Denne skabelon kan fjernes efter kontrol af indholdet. |

Lolland - Falster - Møn er en dansk undervisningsfilm fra 1974 instrueret af Ebbe Larsen efter eget manuskript.

## Handling
En geografisk skildring af de tre øer med deres særlige kendetegn og historiske højdepunkter. Bl.a. omtales kirkernes indre og ydre historie, oversvømmelserne i 1872 og senere tids indvindinger af land, landbruget og arbejdskraften, der kom fra Polen, ligesom øernes erhvervsgeografi i dag nævnes.